# يانيونغانغ
يانيونغانغ (بالصينية: 连云港市 )‏ هي مدينة على مستوى محافظة، في جمهورية الصين الشعبية، تتبع جيانغسو، تبلغ مساحتها 7,444 كيلومتر مربع، رمزها البريدي هو 222000.

## مدن توأم
المدن التوأم:
- City of Greater Geelong [الإنجليزية]‏
- موكبو
- نيبيار (نيوزيلندا)
- فولجسكي
- غريلونغ.

## التقسيمات الإدارية
- Lianyun, Lianyungang [الإنجليزية]‏
- Xinpu District [الإنجليزية]‏
- Haizhou, Lianyungang [الإنجليزية]‏
- Ganyu, Lianyungang [الإنجليزية]‏
- Donghai County [الإنجليزية]‏
- Guanyun County [الإنجليزية]‏
- Guannan County [الإنجليزية]‏.

## أعلام
- ما جون
- فريديريك كورتويس
- بيون كا
- يانغ لي